# Лужная (Смоленская область)
 Лужная— деревня  в  Смоленской области России,  в Ершичском районе. Расположена в южной части области  в 18  км к  юго-западу от Ершичей,  в 3 км к северо-востоку от границы с Беларусью.
Население — 148 жителей  (2007 год). Административный центр Сеннянского сельского поселения.

## Экономика
Дом культуры, магазин, почта,

## Достопримечательности
Памятник погибшим в Великую Отечественную войну.